# Brúnia
A brúnia foi uma peça de armadura que teve largo uso na Idade Média, mais especificamente do século X até o XIII; seu nome tem origem espanhola e encontra algumas corruptelas e variações tais como "brunia", "brunea", "bronia", e "brúnica".
A brúnia era utilizada na proteção do corpo, cobrindo o tronco frontal e a parte traseira. Aparentemente, foi uma variedade da lórica; a brúnia consistia em uma espécie de grande túnica, cerzida em algodão cru ou lã rústica com mangas longas que atingiam a sangria dos braços. Em sua parte externa, eram anexadas escamas ou malhas de aço que proporcionavam a proteção do cavaleiro.
O termo "brunea" é também utilizado de maneira genérica em diversos livros de RPG de mesa brasileiros para se referir a qualquer tipo de armadura de escamas.